# Ouratea vieirae
Ouratea vieirae är en tvåhjärtbladig växtart som beskrevs av Claude Henri Léon Sastre. Ouratea vieirae ingår i släktet Ouratea och familjen Ochnaceae. Inga underarter finns listade i Catalogue of Life.